# Ева Марија Карађорђевић
Ева Марија Карађорђевић (Врњачка Бања, 26. август 1926 — Палм Спрингс, 13. децембар 2020), такође Мици Лоу, била је трећа супруга и удовица принца Андреја Карађорђевића (1929 — 1990).

## Биографија
Рођена је 1926. у Врњачкој Бањи као Милица Анђелковић. Емигрирала је у САД као девојка и удала се за доктора Френка Лоуа, са којим је имала двоје деце. И син и ћерка, а и њени унуци су лекари. Са америчким именом Мици Лоу постала ја интимна пријатељица краља Петра II. Године 1974. се удала за југословенског принца Андреја Карађорђевића, млађег сина краља Александра I Карађорђевића и краљице Марије. У браку нису имали деце.
Преминула је 13. децембра 2020. године у свом дому у Палм Спрингсу.